# 드래곤하트 - 벤전스
《드래곤하트 - 벤전스》(영어: Dragonheart 5: Vengeance)는 2020년에 공개한 미국의 영화이다.

## 캐스팅

### 주연
- 조셉 밀슨 : 다리우스 역
- 잭 케인 : 루카스 역
- 헬레나 본햄 카터 : 시베스 역 (목소리)

### 조연
- 아르투로 무셀리 : 라즈반 왕 역
- 카메론 잭 : 블랙 스미스 역
- 로스 오헤네시 : 베어 역